# Ијан Макјуан
Ијан Макјуан (енгл. Ian McEwan; Олдершот, 21. јун 1948) енглески је романописац и приповедач. Добитник је угледних признања као што су награда "Сомерсет Мом" и Букерова награда.

## Биографија
Као син професионалног официра детињство је провео у војним базама у Сингапуру и Либији. Студирао је књижевност и магистрирао на првој британској катедри за креативно писање код култног сатиричара Малколма Бредберија. На књижевној сцени појављује се 1975. са својом магистарском тезом - шокантном збирком приповедака Прва љубав, последњи обреди, која му доноси награду "Сомерсет Мом". Следи друга збирка прича, а потом и романи Бетонски врт, Утеха странаца, Дете у времену, Невин човек, Црни пси, Истрајна љубав и виртуозна сатира Амстердам којом осваја Букерову награду 1998. Роман Искупљење из 2001, оцењен је као ремек-дело савремене англофонске књижевности, добија висока признања у Британији, Шпанији, Немачкој и САД, и достиже милионски тираж. Аутор је и једне књиге за дјецу: Сањар.
Један је од најпопуларнијих европских писаца, а Тајмс га је 2009. године уврстио на листу 50 највећих британских писаца од 1945. године. Дејли Телеграф му је доделио високу 19. позицију на листи 100 најмоћнијих људи у британској култури.
На српски су превођени његови романи који су наилазили на значајан одзив критике.

## Награде
- Букерова награда 1998. за дело Амстердам[7]
- Сомерсет награда 1976. за Прва љубав, последњи обреди[8]

## Дела на српском

### Романи
- Утеха странаца (1991)
- Црни пси (1998)
- Амстердам (1999)
- Искупљење (2001)
- Трајна љубав (2004)
- Сањар (2006)
- Субота(2006)
- Чезил Бич (2007)
- Бетонски врт (2010)
- Солар (2011)
- Закон о деци (2017)
- Орахова љуска (2018)
- Дете у времену (2018)
- Машине као ја (2019)[9]

### Приче
- Геометрија тела: 4 приче (2014)